# 安部慎一
安部 慎一（あべ しんいち、1950年4月7日 - ）は、日本の漫画家、小説家。福岡県田川市出身。作品によっては「愼一」「あ部愼一」との表記もあり。愛称は「アベシン」。
1970年代より『ガロ』『ヤングコミック』などを中心に活躍した漫画家。鈴木翁二、古川益三と並び、「ガロ三羽烏」や「一二三トリオ」と称される漫画家の一人。

## 来歴・人物
高校時代はスポーツに精を出し、剣道、空手、陸上に打ち込む。高校3年生の頃に永島慎二の「青春裁判」に心を打たれ、三日間家出をして永島の元を訪れる。
高校卒業後に上京し、永島の家の近くの杉並区阿佐ヶ谷の富士荘2階に住む。本格的に漫画を描き始め、『ビッグコミック』新人賞に投稿する。最終審査まで残ったが、あまりにも永島の影響が出過ぎていたために、選考委員の石森章太郎 から「影響を受け過ぎてはいけない」と批評され落選。
1970年の『ガロ』5月号に「やさしい人」が掲載されてデビュー。1971年の『ガロ』3月号に発表した「美代子阿佐ヶ谷気分」が人気となり、当時の漫画好きから憧れの雑誌となっていた『ガロ』や『ヤングコミック』等に多数の作品を発表し、「天才劇画家」と高評価を得る。
1970年代後半には家業を手伝うために一時帰郷するが、数年後埼玉県所沢市に転居し、断続的に作品を発表する。この頃『エロトピア』の発行人である平田昌兵と出会い、主な活動の場をエロ本に移す。
しかし1982年の32歳の時に新興宗教に染まり、精神分裂症（統合失調症）を発病する。酒にものめり込むようになり、徐々に寡作となる。2000年代に入り、実際には寡作だっただけであり、完全に沈黙していたわけではないが『QuickJapan』の「消えた漫画家」特集にて取り上げられ再び注目されるようになる。
現在は酒も宗教もやめ、入退院を繰り返した持病も病状は安定してきており、地元の福岡県田川市に居を構えて、漫画雑誌『アックス』（青林工藝舎）に連載していた「田川生活」等の小説執筆を主として創作活動を続けている。
また再評価の機運があり、かつての作品が単行本化されたり、2009年7月には『美代子阿佐ヶ谷気分』が映画化された。英訳、仏訳版がアメリカ・フランスでも刊行。原画展も不定期で開催されている。
2008年、第35回アングレーム国際漫画祭「遺産賞」にノミネート。
2020年には『漫画のアカデミー賞』といわれているアイズナー賞のアーカイブ部門に英訳版『美代子阿佐ヶ谷気分（英題：That Miyoko Asagaya feeling）』がノミネートされた。
息子はバンドHINTO・SPARTALOCALSのボーカル&ギターを担当する安部コウセイとベースを担当する安部光広。

## 作風・評価
作風は、初期においては当時恋人であった美代子（現在の安部夫人）をモチーフとした『美代子阿佐ヶ谷気分』に見られるような、つげ義春や林静一、太宰治の影響下にあるであろう内省的で象徴主義的な作品が多い。また安部自身が体験したことや身の周りで起きたことを基に構成されている、私小説ならぬ私漫画的作品が多い。しかし作風は一定ではなく、1970年代後半はよりシュールレアリズムな表現に傾斜し、1980年代には自身の精神不安が偶然／非偶然な形で投影されていく作品が多い。
『BSマンガ夜話』において度々名が上げられ、いしかわじゅんや夏目房之介らに「良い絵を描く」と評されている。いしかわじゅんは著書の中で、1970年代前半には安部が誰よりも何よりも輝いてかっこよく見える憧れの存在であったと述べている。

## 作品

### 主な単行本リスト
- 美代子阿佐ヶ谷気分（1979年、青林堂／2000年、ワイズ出版）
- 孤独未満　安部慎一短編集（1979年、楡山書房、発売元・北冬書房）
- まり子の憧れ 安部慎一短編集II（1981年、楡山書房、発売元・北冬書房）
- 悲しみの世代（1988年、銀音夢書房）
- 私生活 安部慎一短編集（2000年、北冬書房）
- 日の興奮（2001年、ワイズ出版）
- 悲しみの世代（2001年、まんだらけ）
- 愛蓮の家族/聖書 安部慎一未刊行作品集（2001年、青林堂）
- 迫真の美を求めて 安部慎一渾沌作品集（2001年、青林工藝舎）
- 天国（2002年、ワイズ出版）
- 僕はサラ金の星です!（2003年、青林工藝舎）
- 新版・私生活 安部慎一短編集（2007年、北冬書房）
- 美代子田川気分（2021年、ワイズ出版）

### 主要作品
- 1970年 - 1971年
  - やさしい人（ガロ1970年5月号）
  - 美代子阿佐ヶ谷気分（ガロ1971年3月号）
  - 孤独未満（ヤングコミック1971年4月14日号）
  - 髪（ヤングコミック1971年6月9日号）
  - 雨の少年（同上）
  - 獅子（同上）
  - 沈める雪（ヤングコミック1971年9月22日号）
  - 猫（同上）
  - 浮気女（タッチ1971年9月号）
  - 軽い肩（ヤングコミック1971年10月13日号）
  - 軍刀（ガロ1971年11月号）
  - 背中（ヤングコミック1971年11月10日号）
  - 冬（ヤングコミック1971年11月24日号）
  - まり子の憧れ（タッチ1971年11月号）
  - 屋根（ヤングコミック1971年12月22日号）
- 1972年
  - サーカス小屋（ヤングコミック1972年3月8日号）
  - 無頼の面影（ガロ1972年4月号）
  - 一人暮らし（ヤングコミック1972年4月12日号）
  - 悪い夜（ヤングコミック1972年4月26日号）
  - 阿佐ヶ谷心中（ガロ1972年6月号）
  - 久しぶり（ヤングコミック1972年7月12日号）
  - 薔薇（漫画フレッシュ1972年8月号）
  - 悲しき夏（ヤングコミック1972年8月9日号）
  - 正しき人（ガロ1972年9月号）
  - 殺人事件（ヤングコミック1972年10月11日号）
  - 川（ガロ1972年10月号）
  - 静かなピンク（ガロ1972年11月号）
  - 15才のミヨちゃん（SMトップ1972年11月増刊号）
  - 落下傘（ガロ1972年12月号）
- 1973年 - 1974年
  - ピストル（ガロ1973年1月号）
  - 恋愛（ガロ1973年2月号）
  - 除夜（コミックミステリー1973年2月8日号）
  - 月（ガロ1973年3月号）
  - 天国（ガロ1973年4月号）
  - 日の興奮（ガロ1973年5月号）
  - キス（ガロ1973年6月号）
  - 海のこちら（ヒットパンチ1973年6月号）
  - 巨人（ガロ1973年8月号）
  - 村上の休む日（ガロ1973年9月号）
  - トマト（ガロ1973年10月号）
  - よし子の幸福（ガロ1973年11月号）
  - 飛ぶ男（Men1973年12月号）
  - 悲しみの世代（ガロ1973年12月号、1974年1月号、3 - 9月号）
- 1975 - 1979年
  - 筑豊漫画一 愛蓮の家族（ガロ1975年1月号）
  - 筑豊漫画二 石田キヌの妊娠（ガロ1975年7月 - 12月号、1976年1月号）
  - 筑豊居合道 第一回 柿の木の下、通過（ガロ1976年2・3月合併号）
  - 筑豊居合道 第二回 坂をかけ登る【前編】（ガロ1976年4月号）
  - 意趣返し（漫画エロトピア1977年2月3日号）
  - 愛奴（漫画エロトピア1977年4月23日号）
  - 獣愛（漫画エロトピア1977年6月2日号）
  - あいびき（漫画エロトピア1977年12月15日号）
  - 心（漫画大快楽1978年1月号）
  - 誘拐（劇画アリス1978年第２号）
  - 友からの手紙（ガロ1979年7月号）
- 1980年 - 
  - さまざまな青春がある　ポルノ劇画家山村真介（漫画大快楽1980年6月号）
  - 遠い激情（エロトピア・デラックス1980年6月号）
  - 泣き虫金太（ガロ1980年7月号）
  - 淫らな娘（エロトピア・デラックス1980年8月号）
  - 心のカルテ（ガロ1980年8月号）
  - 白い悪魔（エロトピア・デラックス1980年10月号）
  - 僕はサラ金の星です！（エロトピア・デラックス1981年6月号）
  - 堕ちる…その時！（エロトピア・デラックス1981年12月号）
  - いらっしゃいませ（エロトピア・デラックス1982年12月号）
- 1990年 - 
  - 混浴の思想（ガロ1993年7月号）
  - 美代子田川気分（ガロ1993年8月号）
  - 長井さんと美代子（コミック・ボックス1996年5月号）
- 2000年 -
  - 車（幻燈No.2 2000年1月）
  - 続美代子田川気分（幻燈No.3 2001年5月）
  - 籠の鳥（アックス160号 2024年9月） - 1981年、個人誌「望遠鏡」15号にて発表した作品[2]